# Pucará, Santa Cruz

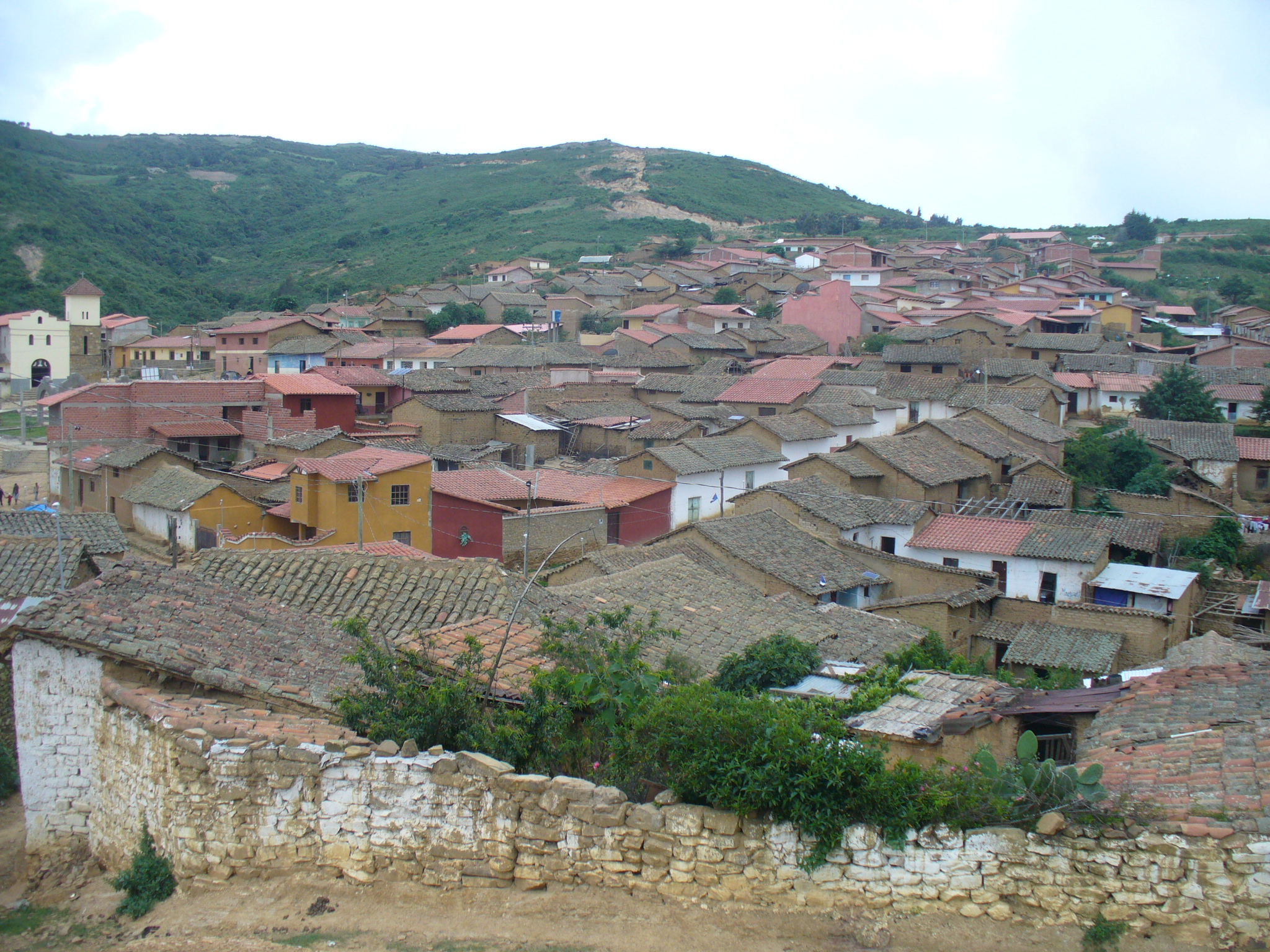
Pucará

Pucará är  en ort i den bolivianska provinsen Vallegrande i departementet Santa Cruz.